# Gordius fulgur
Gordius fulgur är en djurart som tillhör fylumet tagelmaskar, och som beskrevs av Baird 1861. Gordius fulgur ingår i släktet Gordius, och familjen Gordiidae. Inga underarter finns listade i Catalogue of Life.